# Pseudochesias neddaria
Pseudochesias neddaria là một loài bướm đêm trong họ Geometridae.